# Arbeitsrat für Kunst
Der Arbeitsrat für Kunst war ein Zusammenschluss von Architekten, Malern, Bildhauern und Kunstschriftstellern, der sich 1918 in Berlin gründete und bis 1921 bestand. Er war als Reaktion auf die zu dieser Zeit gegründeten Arbeiter- und Soldatenräte entstanden und hatte sich zum Ziel gesetzt, die aktuellen Entwicklungen und Tendenzen in der Architektur und Kunst einer breiten Bevölkerung nahezubringen.
Die Gruppe arbeitete eng mit der Novembergruppe und dem Deutschen Werkbund zusammen. Einige der im Arbeitsrat vertretenen Architekten schlossen sich später zur Gläsernen Kette, einem Korrespondenzzirkel, zusammen oder waren ab 1926 Mitglied im Ring. Diese gelten als wichtiger Impulsgeber für die Gründung des Bauhauses. Einzelne Mitglieder unterrichteten an der Staatlichen Akademie für Kunst und Kunstgewerbe Breslau, neben dem Bauhaus die wichtigste Kunsthochschule der Zeit.

## Ziele
„An der Spitze steht der Leitsatz: Kunst und Volk müssen eine Einheit bilden. Die Kunst soll nicht mehr Genuß weniger, sondern Glück und Leben der Masse sein. Zusammenschluß der Künste unter den Flügeln einer großen Baukunst ist das Ziel.“

Zu den Forderungen gehörten: die Anerkennung aller Bauaufgaben als öffentliche und nicht private Aufgaben, die Abschaffung aller Beamtenprivilegien, die Errichtung von Volkshäusern als zentrale Stellen der Vermittlung von Kunst, die Auflösung der Akademie der Künste und der Preußischen Landeskunstkommission, die Befreiung des Unterrichts für Architektur, Plastik, Malerei und Handwerk von staatlicher Bevormundung, die Belebung der Museen als Bildungsstätten, die Beseitigung künstlerisch wertloser Denkmäler und die Bildung einer Reichsstelle zur Sicherung der Kunstpflege.
Der Arbeitsrat reagierte damit auch auf die schlechte Auftragslage für junge Architekten, die mit dem verlorenen Ersten Weltkrieg zusammenhing.

## Mitglieder
Erster Wortführer war der Architekt Bruno Taut, seit 1919 agierten Walter Gropius, César Klein und Adolf Behne als Vorsitzende.
Die Unterzeichner des ersten Manifestes waren – neben Taut, Gropius, Klein und Behne – Gertrud Arper, Otto Bartning, Rudolf Belling, Max Berg, Arthur Degner, Lyonel Feininger, Alfred Flechtheim, Otto Freundlich, Jefim (Jef) Golyscheff, August Griesbach, Hermann Hasler, Erwin Hahs, Erich Heckel, Paul Rudolf Henning, Karl Jakob Hirsch, Willy Jaeckel, Walter Kaesbach, Georg Kolbe, Käthe Kollwitz, Gerhard Marcks, Paul Mebes, Ludwig Meidner, Julius Meier-Graefe, Moritz Melzer, Otto Mueller, Franz Mutzenbecher, Emil Nolde, Karl Ernst Osthaus, Max Pechstein, Friedrich Perzynski, Heinrich Richter-Berlin, Christian Rohlfs, Richard Scheibe, Karl Schmidt-Rottluff, Paul Schmitthenner, Milly Steger, Fritz Stuckenberg, Georg Tappert, Max Taut, Heinrich Tessenow, Arnold Topp und Wilhelm Reinhold Valentiner.
Über 100 Künstler aus dem In- und Ausland gehörten zu den Unterstützern des Arbeitsrats und zu den Teilnehmern an seinen Ausstellungen. Unter anderem waren dies Karl Paul Andrae, Walter Curt Behrendt, Heinrich Campendonk, Paul Cassirer, Peter Paul Eickmeier, Hermann Finsterlin, Paul Goesch, Otto Gothe, Wenzel Hablik, Oswald Herzog, Bernhard Hoetger, Carl Krayl, Mechtilde Lichnowsky, Hans und Wassili Luckhardt, Paul Mebes, Adolf Meyer, Erich Mendelsohn, Johannes Molzahn, Heinrich Nauen, Emil Orlik, Hans Poelzig, Max Schulze-Sölde, Herman Sörgel und Wilhelm Worringer.

## Aktionen
Der Arbeitsrat warb für seine Kunst- und Architekturauffassung durch Ausstellungen, Publikationen und öffentliche Aufrufe. Seine Ausstellungen waren auch für Nichtmitglieder geöffnet, auch „Nicht-Architekten“ wurden aufgerufen, sich mit Zeichnungen, Modellen, Skizzen und Skulpturen zu beteiligen.

### Ausstellungen
- „Ausstellung für unbekannte Architekten“, Berlin 1919, Graphisches Kabinett von J. B. Neumann; Weimar 1919, Museum am Karlsplatz; Magdeburg 1919, Kunsthalle.
- „Neues Bauen“, Berlin, 1920
- „Ausstellung von Kunst für Arbeiter“, Berlin – Friedrichshain, Januar 1920

### Publikationen
- Bruno Taut: Ein Architektur-Programm. Berlin 1918
- Paul Rudolf Henning: Ton. Ein Aufruf von P. R. Henning. Zweite Flugschrift des Arbeitsrats für Kunst. Berlin ca. 1918
- Arbeitsrat für Kunst (Hrsg.): Arbeitsrat für Kunst. Flugblatt. Umschlag mit Holzschnitt von Max Pechstein, Berlin 1919
- Arbeitsrat für Kunst (Hrsg.): Ja! Stimmen des Arbeitsrates für Kunst in Berlin. Berlin 1919
- Arbeitsrat für Kunst (Hrsg.): Ruf zum Bauen: zweite Buchpublikation des Arbeiterrats für Kunst. Berlin 1920
- Otto Bartning: Ein Unterrichtsplan für Architektur und bildende Künste